# Commonwealth (Verenigde Staten)

De 'Commonwealths' in het rood

Sommige staten van de Verenigde Staten worden een commonwealth (gemenebest) genoemd. Vier staten hebben deze aanduiding als onderdeel van hun officiële naam: Kentucky, Massachusetts, Pennsylvania en Virginia. Zo heet Massachusetts officieel het Commonwealth of Massachusetts. In andere staten (bijv. Vermont) komt het woord commonwealth soms voor als synoniem van 'staat'.
De benaming Commonwealth heeft juridisch gezien geen meerwaarde: de staten in kwestie hebben dezelfde positie als de andere staten en ook eenzelfde soort bestuurlijke inrichting. De term kwam in zwang in de tijd van de Amerikaanse Revolutie, toen de vroegere Britse koloniën zich ontworstelden aan het gezag van de Britse koning. Hij geeft aan dat de staten voortaan een regering hadden gebaseerd op de gemeenschappelijke toestemming van het volk, in tegenstelling tot de koloniale status waarin het bestuur van bovenaf, door de koning, was ingesteld. Het woord commonwealth of gemenebest in deze context betekent het (al)gemene welzijn van het volk; het is een leenvertaling van het Latijnse res publica (republiek), met een connotatie vergelijkbaar met het huidige democratie.
Hetzelfde woord wordt ook gebruikt voor de overzeese territoria van de Verenigde Staten die zelfbestuur hebben, te weten Puerto Rico en de Noordelijke Marianen. Zie daarvoor Gemenebest (eilandgebied van de Verenigde Staten).